# Patrica
Patrica település Olaszországban, Lazio régióban, Frosinone megyében. Lakosainak száma 3071 fő (2023. január 1.). Patrica Ceccano, Frosinone, Supino és Giuliano di Roma községekkel határos.

## Népesség
A település lakossága az elmúlt években az alábbi módon változott:
| Lakosok száma | 3178 | 3161 | 3071 |
|               | 2017 | 2018 | 2023 |